# ホットサンドメーカー

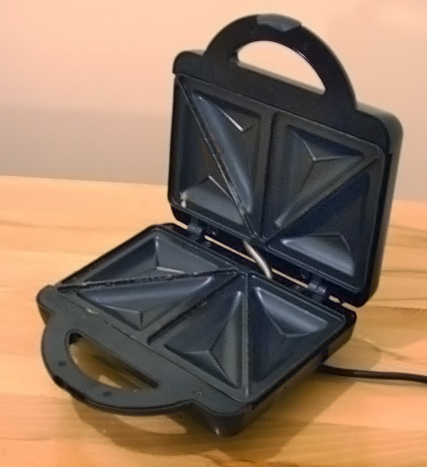
電気式ホットサンドメーカー

ホットサンドメーカー（和製英語、英: Sandwich toaster）は、ホットサンドを調理するなどの目的で用いられる調理器具または電気製品である。

## 概要
調理前のホットサンドなどの食材を挟んで閉じ、焼きあげる構造である。直火で焼き上げるものはフライパンを2枚向かい合わせに重ねた構造をしていて、パニーニプレス（Panini Press）とも呼ばれる。
電気式はニクロム線ヒーターを内蔵した2枚の加熱プレートを蝶番でつないだ構造をしており、食パン2枚が並べられるサイズのものが多い。一度に二つのホットサンドを調理できるが、一つのホットサンドを調理する際のために切り替えスイッチを持つ製品もある。閉じる際に調理前のホットサンドの弾力を押さえるため、ロック機構が設けられている。加熱プレートには調理前のホットサンドを入れる窪みが設けられているが、窪みの周囲には淵があり、焼き上がったホットサンドの周囲を封する。同様に窪みにも対角線に盛り上がりが設けられており、焼き上がったホットサンドを対角に切る際に具が漏れ出ることを防ぐよう工夫されている。
加熱プレートを着脱式にしてワッフルやたい焼き、焼きおにぎりなどの調理用プレートに交換することでこれらも作ることが出来るようになっている製品もある。
商用電源を使わないキャンプ用品として、挟んだ調理前のホットサンドを焚き火などの熱源で焼き上げる器具がある。